# Frans Pourbus l'Ancien
Pour les articles homonymes, voir Pourbus.
Frans Pourbus, dit « l’Ancien » pour le distinguer de son fils Frans Pourbus le Jeune, également peintre, né à Bruges en 1545 et mort à Anvers le 19 septembre 1581, est un peintre flamand.

## Biographie
Il est le fils d’Anna Blondeel et du peintre Pieter Pourbus avec lequel il commence son apprentissage. Par la suite, il devient l'élève de Frans Floris qui le considère, selon Carel van Mander, comme son meilleur élève. Nommé maître en 1569, il connaît une brillante carrière. Il aurait vraisemblablement collaboré aux œuvres de son maître au cours de la période 1564-1570.[réf. nécessaire]
En 1566, il épouse la nièce de son maître, et fille du sculpteur Cornelis Floris. En 1569, il intègre la Guilde de Saint-Luc d’Anvers et part pour un voyage en Italie qui prend fin à Gand où il séjourne chez son camarade de classe Lucas D'Heere. À son retour en 1578, il épouse Anna Mahieu, qui plus tard se remarie avec Hans Jordaens après la mort soudaine de Frans Pourbus. En 1579, il exécute certains tableaux qui sont à terme installés dans la cathédrale de Tournai.[réf. nécessaire]
Pourbus se révèle un remarquable technicien d'un style classique, régulier et fluide. Il n'est que fort peu influencé par les idées de son temps qui tiennent encore de la tradition flamande du portrait. Contrairement aux couleurs douces de son maitre Floris, sa palette de couleur est colorée. Surtout reconnu comme portraitiste, il a aussi peint des compositions religieuses. Parmi les portraits notables qu'il a exécutés, mentionnons celui d'Antoine de Bourbon, père du futur Henri IV. Il a peint des portraits de préférence à forte coloration claire (dont beaucoup sont dans les galeries de Bruxelles, Berlin, Vienne et Dresde, et son autoportrait à la galerie des Offices à Florence), de rares sujets historiques (Le Christ parmi les docteurs à Saint-Bavon de Gand). Son portrait de Viglius van Aytta témoigne de son réalisme.[réf. nécessaire]
En 1570 il termine, avec Crispin van den Broeck, un retable de Floris. Gortzius Geldorp a séjourné dans son atelier en 1575.[réf. nécessaire]

## Œuvres

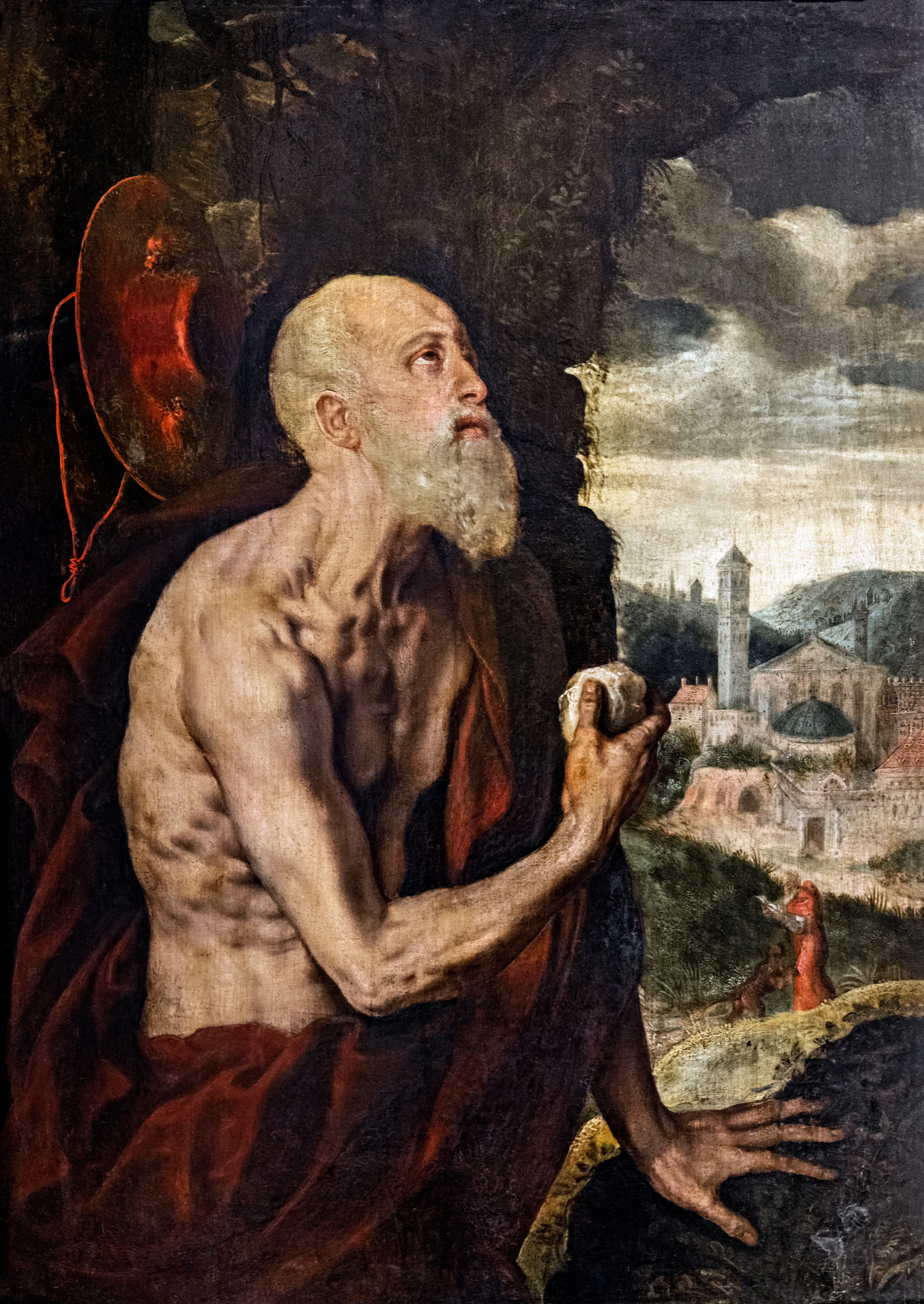
Saint Jérôme pénitent, Musée Ingres-Bourdelle.

- Bal à la cour de Charles IX, vers 1571, musée Baron-Gérard, Bayeux ;
- Les Quatre Âges de la vie, fin du XVIe siècle, musée Crozatier, Le Puy-en-Velay ;
- Portrait d'homme, 1574, huile sur panneau de chêne, 99 × 71 cm, Wallace Collection, Londres[2] ;
- Portrait d'Abraham Grapheus, don de M. et Mme Arnold H. Bruner, 1957, Musées des Beaux-Arts de San Francisco ;
- Viglius Van Aytta (1507-1577), v. 1550, legs d'Isidore-Fernand Chevreau, baron de Christiani, 1929, musée du Louvre, Paris ;
- Portrait de femme, 1581, don de William Bigelow, 1927, musée des beaux-arts de Boston ;
- Portrait d'une jeune femme, 1581, huile sur panneau, 40 × 34 cm, musée des Beaux-Arts de Gand[3] ;
- Autoportrait, Florence, Galerie des Offices ;
- Le Christ parmi les docteurs, cathédrale Saint-Bavon de Gand ;
- Scène d'intérieur, l'enfant prodigue chez les courtisanes, Musée des Beaux-Arts de Nîmes.
- Saint Jérôme pénitent, Musée Ingres-Bourdelle[1]